# Justin Doellman
Justin Joseph Doellman (nacido el 3 de febrero de 1985 en Cincinnati, Ohio), Estados Unidos, es un exjugador profesional de baloncesto estadounidense con nacionalidad kosovar retirado en 2018. Con 2.08 de altura, su posición era de Ala-Pívot.

## Características
Se trata de un jugador muy completo, regular, con un buen lanzamiento tanto desde la zona como desde 3 puntos, no es mal defensor a pesar de que no es su especialidad.

## Carrera deportiva
Doellman disputó varias temporadas en Universidad de Xavier en la NCAA promediando durante 4 temporadas 10.6 puntos y 5.4 rebotes. El jugador de 2.06 llegaría a disputar tres temporadas en Francia (Cholet, Besançon y Orléans).
La temporada 2010/11 fichó por el Meridiano Alicante de la liga ACB, club con el que promedió 13.1 puntos y 6.2 rebotes. La temporada siguiente continuó jugando en España tras firmar un contrato con el Assignia Manresa.
Tras culminar una gran temporada en Manresa, donde finalizó como segundo máximo anotador de la liga Endesa con 16,8 puntos por partido, a finales de junio de 2012 llegó a un acuerdo con el Valencia Basket para vestir los colores del club durante dos temporadas.
En 2012, consigue el primer puesto en anotación en la competición española con 595 puntos, por delante Jaycee Carroll, Sergio Llull y Erazem Lorbek.
En 2014, con su club el Valencia Basket consiguió ganar la Eurocup, la cual permite al club "taronja" disputar la Euroliga la temporada 2014-2015, en la final a doble partido ante el UNICS Kazan, coronándose MVP de la final con una estelar actuación. Gracias a su gran desempeño durante toda la Eurocup, Justin se ganó a pulso un puesto en el mejor quinteto de esta competición por segundo año consecutivo junto a Nelson, Goudelock, Thompson y Golubovic.
En el verano de 2014 fue traspasado al FC Barcelona, club en el que estuvo hasta junio de 2017.
Tras su etapa en España, en octubre de 2017 ficha por el Anadolu Efes S.K. turco pero solo forma parte del equipo durante un mes en los que disputó tres partidos con un pobre rendimiento.
En enero de 2018 ficha por el equipo montenegrino del KK Budućnost Podgorica, con el cual se proclama campeón de la ABA Liga en su primera temporada, consiguiendo por tanto el acceso a disputar la Euroliga que no jugaba el equipo desde 2003.
En julio de 2018 regresó a la liga ACB española, nuevamente al Bàsquet Manresa.
En diciembre de 2018, cuando el equipo manresano estaba en el puesto quinto de la clasificación, Doellman se desvinculó del equipo, alegando problemas físicos.